# Умом Россию не понять
«Умо́м Росси́ю не поня́ть» — стихотворение (четверостишие), написанное 28 ноября (10 декабря) 1866 года поэтом Фёдором Тютчевым:
Умом Россию не понять,
Аршином общим не измерить:
У ней особенная стать —
В Россию можно только верить.

## Философские миниатюры
Кроме этого стихотворения, Тютчев написал несколько других философских миниатюр-моностроф («Когда пробьёт последний час природы», «Природа — сфинкс», «Нам не дано предугадать»).
Иван Тургенев сказал: «Самые короткие стихотворения Тютчева почти всегда самые удачные». Юрий Тынянов отмечал, что тютчевская афористическая краткость «позволяла сосредоточить силу оды на маленьком пространстве».

## Написание и публикация
Стихотворение было написано Тютчевым на клочке бумаги. Оригинал хранится в Пушкинском Доме (РГАЛИ. Ф. 505. Оп. 1. Ед. хр. 32. Л. 2.), копия есть в Муранове. Датируется через пометку в альбоме Тютчевой-Бирилёвой, где содержится копия стихотворения.
Первая публикация в 1868 году (Стихотворения Ф. И. Тютчева М., 1868, с. 230).
Автограф содержит необычную пунктуацию: тире в первой строке: «Умом — Россию не понять», отсутствие знака препинания в конце четверостишия, тире вместо точки во второй строке, запятая после «У ней» в третьей строке. При перепечатке иногда сохраняется тире в первой строке для подчёркивания паузы.

## Анализ
Стихотворение написано четырёхстопным ямбом, одическим размером, вошедшим в русскую поэзию благодаря Михаилу Ломоносову. Тютчев часто использовал ямб, им написано более половины его стихотворений (125 из 230). Четверостишие применяется как классический пример использования ударений:
- тактового (синтагматического) на слова «понять» (вариант: «Умом»[2]), «измерить», «особенная», «верить»
- фразового на слово «верить»[6].

Стихотворение, по мнению Галины Голышевой, состоит из трёх частей, организованных в порядке, традиционном для рассуждения: тезис — аргумент — вывод. Первые две строки утверждают мысль об особой роли России; повтор отрицательной частицы «не» служит для усиления высказывания. Вторая часть (третья строка) содержит объяснение, а третья часть (четвёртая строка) — вывод-идею. Поэт противопоставляет ум и веру, непонимание и гармонию.
Согласно Голышевой, стихотворение «держится» на глаголах, которые «создают внутреннее движение образа».
По мнению Ф. Б. Тарасова, Тютчев понимал революцию как «нравственный факт общественной совести, обличающий внутреннее настроение человеческого духа и оскудение веры в Западной Европе». Антихристианские корни революции привели Тютчева к мысли о России как «святом ковчеге», всплывавшем над всеобщим «громадным крушением». Ф. Б. Тарасов считает, что уподобление России Ноеву ковчегу здесь «очевидно». В течение XX века поэтичность стихотворения ставилась под сомнения, его сводили к «лозунгу мессианской роли России».
Согласно А. П. Сковородникову и Г. А. Копниной, всё творчество Тютчева свидетельствует о том, что в стихотворении речь идет об уникальности и самобытности России и её народа, но оно сегодня используется для пропаганды с использованием тактики манипулятивного использования цитат (на примере статьи «Встреча со свинксом», в которой стихотворение используется как иллюстрация тезиса о том, что Тютчев придумал свой «парадокс» потому, что был «иностранцем»). Манипулятивные возможности использования этого четверостишия подчёркивает и Александр Кушнер: «Существует особое искусство выдергивать из поэта цитату, как перо из птицы, — и затем размахивать ею…».
В то же время известный литературовед Михаил Гаспаров писал в своих заметках: «Тютчевское „Умом Россию…“ я воспринимал как пародию, а сочувствие Платонова его подлиповскому социализму всерьёз; говорят, это тоже неправильно».

## Русский менталитет
Четверостишие неоднократно использовалось философами при обсуждении русского менталитета.
Николай Бердяев цитирует стихотворение для иллюстрации своего тезиса: для освобождения русского сознания «от характерного космополитического отрицания и иноземного рабства» следует признать очевидную для него антиномичность культуры России, её противоречивость.
По мнению Ольги Волкогоновой, четверостишие является типичной иллюстрацией характерного для России подчёркивания уникальности опыта России, несравнимости с опытом других народов и стран.
Многие авторы рутинно отождествляют мысль четверостишия с русским иррационализмом («апология русского маниакального иррационализма»).
Вадим Кожинов предлагает совершенно другую трактовку: по его мнению Тютчев не говорил об иррациональности русских, он хотел сказать, что Россия существует только благодаря вере её обитателей. Когда потеряна вера, быстро разрушается и сама страна.

## Влияние на культуру
Николай Бердяев использовал первые две строки четверостишия для иллюстрации тезиса об отражённых Фёдором Достоевским противоречиях русского духа, его антиномичности, допускающей возможность самых противоположных суждений о России и русском народе.
Максим Горький противопоставлял революционеров, ориентированных на Запад, на котором «горел, не угасая, огонь свободы», «мещанам», считающим, что формы жизни Запада не годятся для русского народа: «В эти дни, когда рыцари бились насмерть со змеем, мещанство в стихах и прозе доказывало, что „Умом Россию не понять“». К мещанам Горький при этом относил как самого Тютчева, так и Льва Толстого с Фёдором Достоевским. Горький, как впоследствии и другие, также написал пародию на четверостишие.
В конце XX века первая строка четверостишия стала популярной цитатой, породив как известную пародию Игоря Губермана 1970-х годов (также приписываемую Юзу Алешковскому), так и названия многочисленных книг.
Президент России Владимир Путин, принимая в Кремле президента Франции Николя Саркози, процитировал строки Тютчева, заменив строчку «в Россию можно только верить» на — «в Россию нужно просто верить».
Экс-президент Франции Жак Ширак, получая Государственную премию РФ, прочитал строчки из Тютчева «Умом Россию не понять…».

## Песня
Композитор Виктор Захарченко написал музыку и стихотворение стало песней (в песне также использованы строки из стихотворения Ф. И. Тютчева «Рассвет», опубликованного в 1854 году). Песню исполняют: Кубанский казачий хор и хор «Вера».